# Bearmouth
Bearmouth é  uma cidade fantasma, situada no condado de Granite, no estado de Montana, Estados Unidos. Foi uma posto de comércio para os campos mineiros de Beartown, Garnet e Coloma, localizados nas colinas a norte de Bearmouth. Uma família de pioneiros chamada Lannen trabalhou na troca de ouro e possuía uma empresa de  ferry boat através do rio Clark Fork. Nos finais do século XIX, muitas jazidas de Garnet chegavam a Bearmouth para  serem  enviadas aos fundidores.  Quando Garnet "morreu", Bearmouth tinha o caminho traçado para o abandono. Bearmouth, tinha também uma paragem para diligências na  velha Mullan Road. Bearmouth  tinha ainda uma estalagem para viajantes passarem uma noite e uma cavalariça Tanto a pousada, como a cavalariça mantêm-se intactos. 
A cidade mais próxima é Drummond, a cerca de 13 quilómetros a este. A cidade mais próxima com mais de 50 000 habitantes é Missoula, a cerca de 32 quilómetros a oeste.
Os Hazel Marsh Papers  são uma coleção de regist(r)os dos negócios da família Lannen em Bearmouth. Os documentos referentes à estação de correios, ao salloon e livros dos negócios estão na coleção, bem com regist(r)os financeiros e documentos legais de  Christopher Lannen. A coleção também contém os regist(r)os do distrito escolar e dos resultados eleitorais de Bearmouth. A mesma coleção contém fotografias e lembranças. A coleção está patente na  Maureen and Mike Mansfield Library, Arquivos  K. Ross Toole, na Universidade de Montana.